# Peugeot Tennis Cup de 2013
A Peugeot Tennis Cup de 2013 foi um torneio profissional de tênis jogado em quadras de saibro. Foi a primeira edição do torneio, que era parte do ATP Challenger Tour de 2013. Ela ocorreu no Rio de Janeiro, Brasil, entre 5 e 11 de agosto de 2013.

## Simples

### Finais
|  | Semifinals | Semifinals      | Semifinals      | Semifinals | Semifinals |           |   | Final | Final | Final | Final | Final |
|  |            |                 |                 |            |            |           |   |       |       |       |       |       |
|  | WC         | Emilio Gómez    | 0               | 4          |            |           |   |       |       |       |       |       |
|  |            | Blaž Rola       | 6               | 6          |            |           |   |       |       |       |       |       |
|  |            | Blaž Rola       | 6               | 6          |            | Blaž Rola | 3 | 4     |       |       |       |       |
|  |            |                 |                 |            |            | Blaž Rola | 3 | 4     |       |       |       |       |
|  |            |                 | Agustín Velotti | 6          | 6          |           |   |       |       |       |       |       |
|  |            | Agustín Velotti | Agustín Velotti | 6          | 6          | 6         | 6 |       |       |       |       |       |
|  |            | Agustín Velotti |                 |            |            | 6         | 6 |       |       |       |       |       |
|  | SE         | Eduardo Schwank | 2               | 2          |            |           |   |       |       |       |       |       |

## Duplas

### Finais
| Semi-finais | Semi-finais         | Semi-finais | Semi-finais | Semi-finais |  |   | Final            | Final               | Final | Final | Final |  |  |
|             |                     |             |             |             |  |   |                  |                     |       |       |       |  |  |
| 1           | M Demoliner J Souza | 6           | 6           |             |  |   |                  |                     |       |       |       |  |  |
|             | G Clezar L Kirche   | 4           | 3           |             |  |   | 1                | M Demoliner J Souza | 3     | 2     |       |  |  |
| 3           | G Durán A Molteni   | 64          | 4           |             |  | 2 | T de Bakker A Sá | 6                   | 6     |       |       |  |  |
| 2           | T de Bakker A Sá    | 7           | 6           |             |  |   |                  |                     |       |       |       |  |  |

## Ligações Externas
- Site Oficial